# Harrell
Harrell é uma cidade localizada no estado americano de Arkansas, no Condado de Calhoun.

## Demografia
Segundo o censo americano de 2000, a sua população era de 293 habitantes.
Em 2006, foi estimada uma população de 284, um decréscimo de 9 (-3.1%).

## Geografia
De acordo com o United States Census Bureau, a localidade tem uma área de 1,6 km², sem área coberta por água.

## Localidades na vizinhança
O diagrama seguinte representa as localidades num raio de 32 km ao redor de Harrell.